# Le Perchay
Le Perchay egy község Franciaországban. Lakosainak száma 513 fő (2022. január 1.).

## Földrajza
Le Perchay Moussy, Santeuil, Théméricourt, Us és Commeny községekkel határos.